# Hyainailouridae
São um grupo de mamíferos carnívoros arcaicos parte da subordem Feliformia.

## Taxonomia

### FAMILIAHyainailouridaePilgrim, 1932
- Subfamilia Hyainailorinae Pilgrim, 1932
  - Akhnatenavus
  - Exiguodon
  - Hemipsalodon
  - Hyainailouros
  - Isohyaenodon
  - Kerberos
  - Leakitherium
  - Parapterodon
  - Paroxyaena
  - Parvavorodon
  - Pterodon
  - Sectisodon
  - Sivapterodon
- Subfamilia Apterodontinae 
  - Apterodon
  - Quasiapterodon